# Сан Фелипе (Чиле)
Сан Фелипе (шп. San Felipe) је општина у Чилеу. По подацима са пописа из 2002. године број становника у месту је био 53.017.

## Демографија
| 2002.  |
| ------ |
| 53,017 |